# Campeonato Asiático de Atletismo de 2017 - Heptatlo feminino
A prova do heptatlo feminino do Campeonato Asiático de Atletismo de 2017 foi disputada  entre os dias 8 e 9 de julho de 2017 no Kalinga Stadium em Bhubaneswar, na Índia. 

## Recordes
Antes desta competição, os recordes mundiais e do campeonato nesta prova eram os seguintes:
|                       | Nome                 | Nacionalidade  | Pontos | Local  | Data                   |
| --------------------- | -------------------- | -------------- | ------ | ------ | ---------------------- |
| Recorde mundial       | Jackie Joyner-Kersee | Estados Unidos | 7.291  | Seul   | 24 de setembro de 1988 |
| Recorde do campeonato | Ghada Shouaa         | Síria          | 6.259  | Manila | 1993                   |
| Recorde asiático      | Ghada Shouaa         | Síria          | 6.942  | Götzis | 26 de maio de 1996     |

## Medalhistas
| Ouro                | Prata              | Bronze                |
| Swapna Barman (IND) | Meg Hemphill (JPN) | Purnima Hempram (IND) |

## Resultados

### 100 metros com barreiras

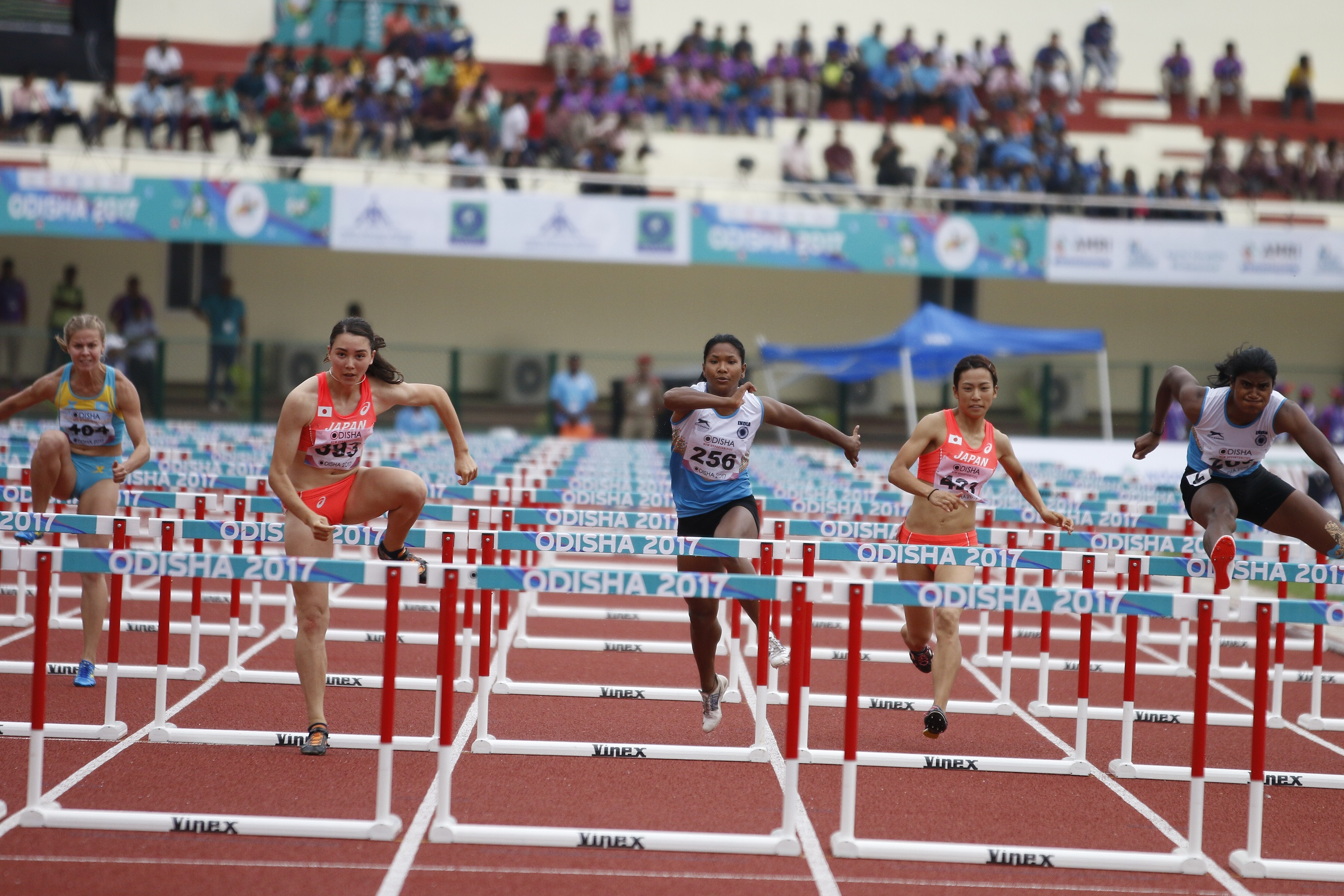
Os 100 metros com barreiras

| Posição | Atleta                 | Nacionalidade | Tempo | Pontos | Notas |
| ------- | ---------------------- | ------------- | ----- | ------ | ----- |
| 1       | Meg Hemphill           | Japão         | 13.62 | 1033   |       |
| 2       | Purnima Hembram        | Índia         | 13.75 | 1014   |       |
| 3       | Liou Ya-Jyun           | Taipé Chinesa | 13.99 | 980    |       |
| 4       | Swapna Barman          | Índia         | 13.99 | 980    |       |
| 5       | Eri Utsunomiya         | Japão         | 14.24 | 945    |       |
| 6       | Liksy Joseph           | Índia         | 14.65 | 888    |       |
| 7       | Nadezhda Kirnos        | Cazaquistão   | 14.94 | 850    |       |
| 8       | Aleksandra Yurkevskaya | Uzbequistão   | 15.12 | 826    |       |

### Salto em altura
| Posição | Atleta                 | Nacionalidade | 1.50 | 1.53 | 1.56 | 1.59 | 1.62 | 1.65 | 1.68 | 1.71 | 1.74 | 1.77 | 1.80 | 1.83 | 1.86 | 1.89 | Resultados | Pontos | Notas | Total |
| ------- | ---------------------- | ------------- | ---- | ---- | ---- | ---- | ---- | ---- | ---- | ---- | ---- | ---- | ---- | ---- | ---- | ---- | ---------- | ------ | ----- | ----- |
| 1       | Swapna Barman          | Índia         | –    | –    | –    | –    | –    | o    | o    | o    | o    | o    | xo   | xo   | xxo  | xxx  | 1.86       | 1054   |       | 2034  |
| 2       | Aleksandra Yurkevskaya | Uzbequistão   | –    | –    | –    | –    | o    | o    | o    | o    | o    | xo   | xxx  |      |      |      | 1.77       | 941    |       | 1767  |
| 3       | Meg Hemphill           | Japão         | -    | -    | -    | o    | o    | o    | o    | o    | xxx  |      |      |      |      |      | 1.71       | 867    |       | 1900  |
| 4       | Liksy Joseph           | Índia         | o    | o    | o    | o    | o    | xo   | xxo  | xxo  | xxx  |      |      |      |      |      | 1.71       | 867    |       | 1755  |
| 5       | Purnima Hembram        | Índia         | o    | o    | o    | o    | o    | xxo  | o    | o    | xxx  |      |      |      |      |      | 1.71       | 867    |       | 1881  |
| 6       | Eri Utsunomiya         | Japão         | -    | o    | o    | xo   | o    | o    | xxx  |      |      |      |      |      |      |      | 1.65       | 795    |       | 1740  |
| 7       | Liou Ya-Jyun           | Taipé Chinesa | –    | -    | xo   | o    | xo   | xxx  |      |      |      |      |      |      |      |      | 1.62       | 759    |       | 1739  |
| 8       | Nadezhda Kirnos        | Cazaquistão   | o    | o    | o    | o    | xxo  | xxx  |      |      |      |      |      |      |      |      | 1.62       | 759    |       | 1609  |

### Arremesso de peso

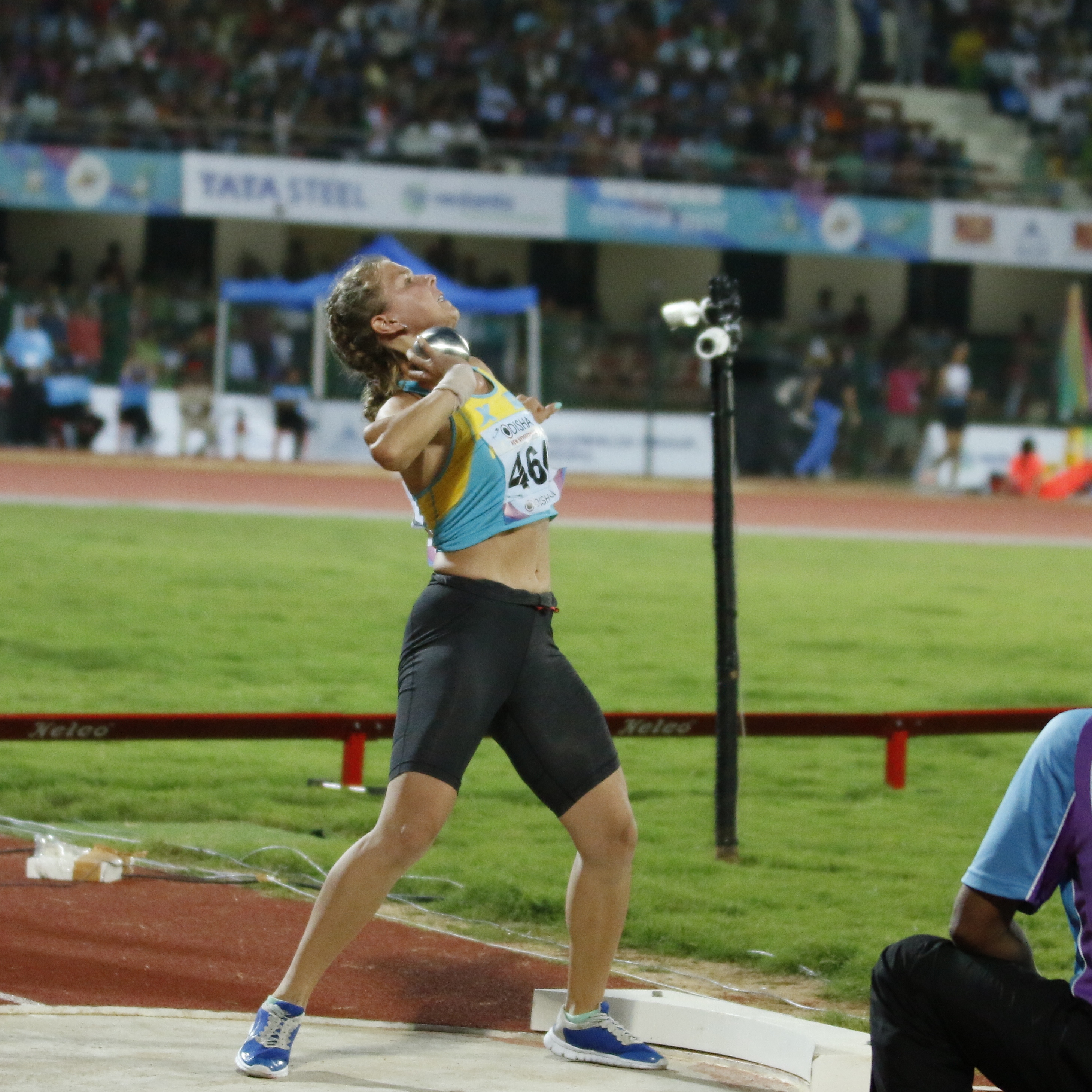
Nadezhda Kirnos durante arremesso de peso

| Posição | Atleta                 | Nacionalidade | Resultados | Pontos | Notas | Total |
| ------- | ---------------------- | ------------- | ---------- | ------ | ----- | ----- |
| 1       | Purnima Hembram        | Índia         | 11.84      | 651    |       | 2532  |
| 2       | Meg Hemphill           | Japão         | 11.51      | 629    |       | 2529  |
| 3       | Swapna Barman          | Índia         | 11.39      | 621    |       | 2655  |
| 4       | Aleksandra Yurkevskaya | Uzbequistão   | 11.27      | 613    |       | 2380  |
| 5       | Nadezhda Kirnos        | Cazaquistão   | 10.83      | 584    |       | 2193  |
| 6       | Eri Utsunomiya         | Japão         | 10.78      | 581    |       | 2321  |
| 7       | Liksy Joseph           | Índia         | 10.59      | 569    |       | 2324  |
| 8       | Liou Ya-Jyun           | Taipé Chinesa | DNS        | 0      |       | 1739  |

### 200 metros

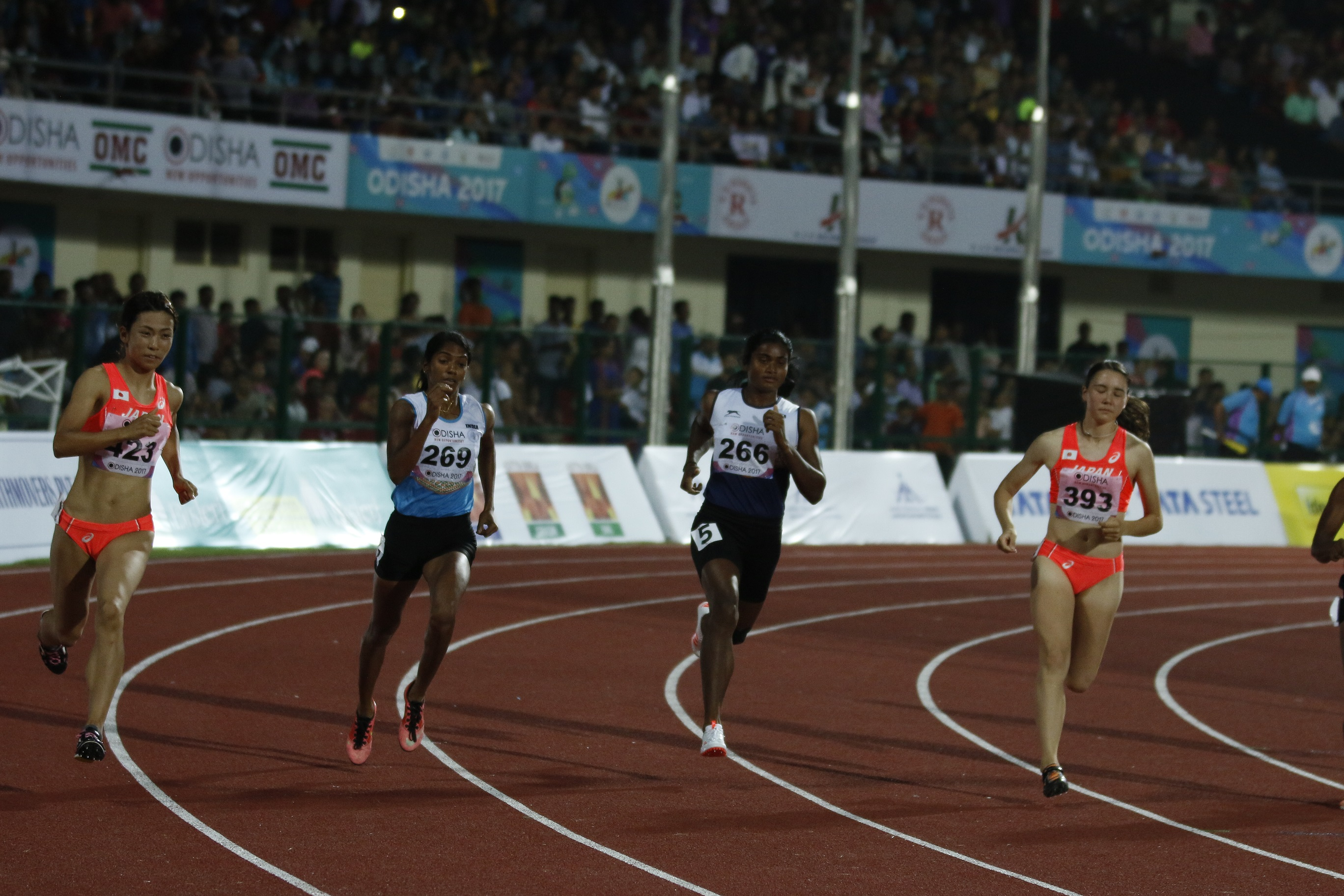
Os 200 metros

| Posição | Atleta                 | Nacionalidade | Tempo | Pontos | Notas | Total |
| ------- | ---------------------- | ------------- | ----- | ------ | ----- | ----- |
| 1       | Purnima Hembram        | Índia         | 24.86 | 900    |       | 3432  |
| 2       | Liksy Joseph           | Índia         | 25.02 | 885    |       | 3209  |
| 3       | Meg Hemphill           | Japão         | 25.06 | 881    |       | 3410  |
| 4       | Nadezhda Kirnos        | Cazaquistão   | 25.11 | 877    |       | 3070  |
| 5       | Eri Utsunomiya         | Japão         | 25.33 | 857    |       | 3178  |
| 6       | Swapna Barman          | Índia         | 26.11 | 788    |       | 3443  |
| 7       | Aleksandra Yurkevskaya | Uzbequistão   | 27.41 | 678    |       | 3058  |
| 8       | Liou Ya-Jyun           | Taipé Chinesa | DNS   | 0      |       | 1739  |

### Salto em distância
| Posição | Atleta                 | Nacionalidade | Resultados | Pontos | Notas | Total |
| ------- | ---------------------- | ------------- | ---------- | ------ | ----- | ----- |
| 1       | Liksy Joseph           | Índia         | 6.19       | 908    |       | 4117  |
| 2       | Meg Hemphill           | Japão         | 6.06       | 868    |       | 4278  |
| 3       | Swapna Barman          | Índia         | 6.03       | 859    |       | 4302  |
| 4       | Eri Utsunomiya         | Japão         | 6.00       | 850    |       | 4028  |
| 5       | Purnima Hembram        | Índia         | 5.97       | 840    |       | 4272  |
| 6       | Nadezhda Kirnos        | Cazaquistão   | 5.93       | 828    |       | 3898  |
| 7       | Aleksandra Yurkevskaya | Uzbequistão   | DNS        | 0      |       | 3058  |
| 7       | Liou Ya-Jyun           | Taipé Chinesa | DNS        | 0      |       | 1739  |

### Lançamento de dardo

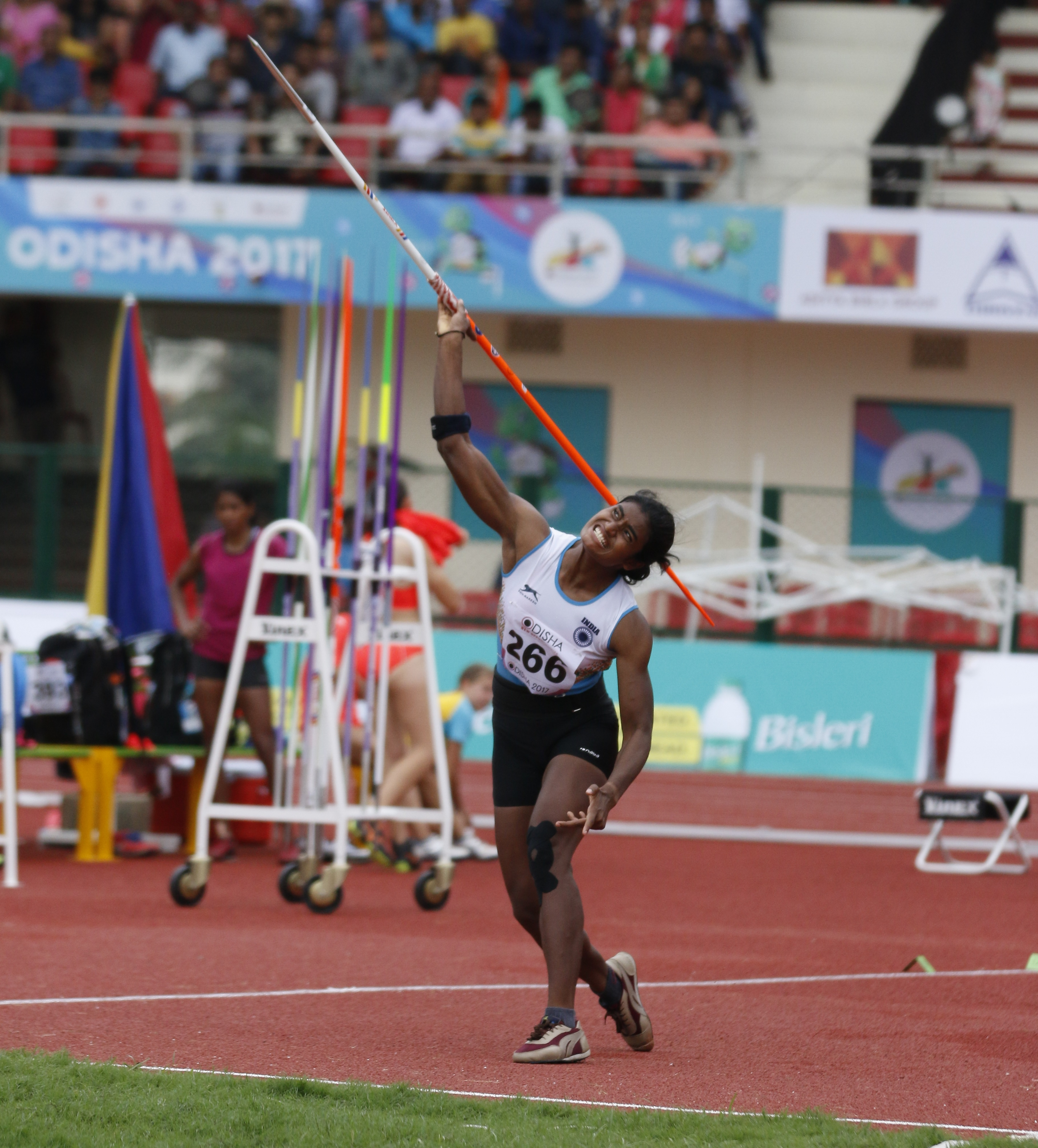
Purnima Hembram jogando o dardo

| Posição | Atleta                 | Nacionalidade | Resultados | Pontos | Notas | Total |
| ------- | ---------------------- | ------------- | ---------- | ------ | ----- | ----- |
| 1       | Swapna Barman          | Índia         | 45.03      | 764    |       | 5066  |
| 2       | Meg Hemphill           | Japão         | 43.10      | 727    |       | 5005  |
| 3       | Purnima Hembram        | Índia         | 39.08      | 650    |       | 4922  |
| 4       | Eri Utsunomiya         | Japão         | 37.21      | 614    |       | 4642  |
| 5       | Nadezhda Kirnos        | Cazaquistão   | 36.74      | 605    |       | 4503  |
| 6       | Liksy Joseph           | Índia         | 35.29      | 577    |       | 4694  |
| 7       | Aleksandra Yurkevskaya | Uzbequistão   | DNS        | 0      |       | 3058  |
| 7       | Liou Ya-Jyun           | Taipé Chinesa | DNS        | 0      |       | 1739  |

### 800 metros

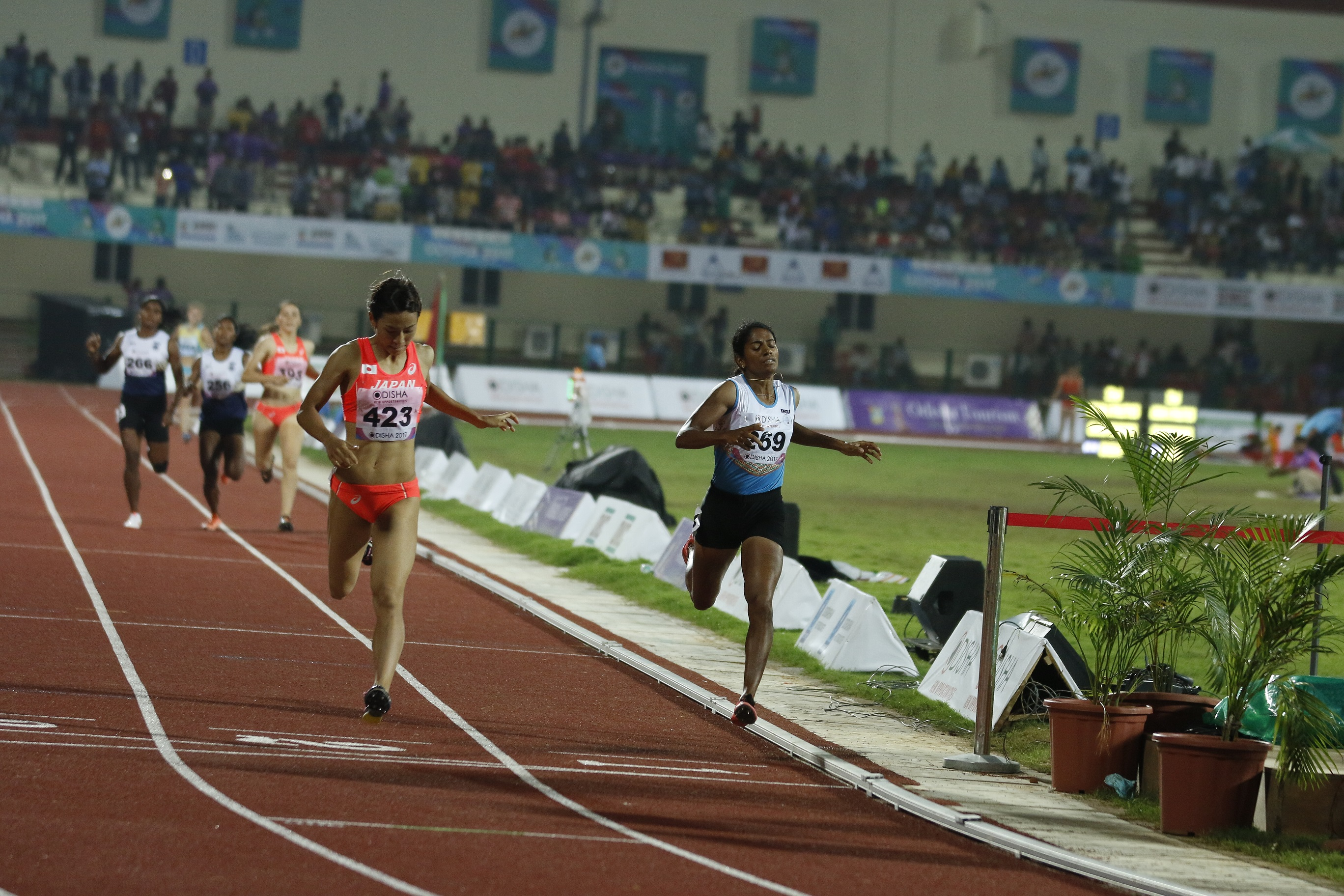
Os 800 metros

| Posição | Atleta                 | Nacionalidade | Tempo   | Pontos | Notas | Total |
| ------- | ---------------------- | ------------- | ------- | ------ | ----- | ----- |
| 1       | Eri Utsunomiya         | Japão         | 2:11.41 | 944    |       | 5586  |
| 2       | Liksy Joseph           | Índia         | 2:11.49 | 940    |       | 5633  |
| 3       | Meg Hemphill           | Japão         | 2:16.02 | 878    |       | 5883  |
| 4       | Swapna Barman          | Índia         | 2:16.20 | 876    |       | 5942  |
| 5       | Purnima Hempram        | Índia         | 2:16.21 | 876    |       | 5798  |
| 6       | Nadezhda Kirnos        | Cazaquistão   | 2:21.60 | 802    |       | 5305  |
| 7       | Aleksandra Yurkevskaya | Uzbequistão   | DNS     | 0      |       | 3058  |
| 8       | Liou Ya-Jyun           | Taipé Chinesa | DNS     | 0      |       | 1739  |

## Classificação final
| Colocação         | Atleta                 | Nacionalidade | 100 m C/B | SA   | AP    | 200 m | SD   | LD    | 800 m   | Total | Notas |
| ----------------- | ---------------------- | ------------- | --------- | ---- | ----- | ----- | ---- | ----- | ------- | ----- | ----- |
| Medalha de ouro   | Swapna Barman          | Índia         | 13.99     | 1.86 | 11.39 | 26.11 | 6.03 | 45.03 | 2:16.20 | 5942  |       |
| Medalha de prata  | Meg Hemphill           | Japão         | 13.62     | 1.71 | 11.51 | 25.06 | 6.06 | 43.10 | 2:16.02 | 5883  |       |
| Medalha de bronze | Purnima Hembram        | Índia         | 13.75     | 1.71 | 11.84 | 24.86 | 5.97 | 39.08 | 2:16.21 | 5798  |       |
| 4                 | Liksy Joseph           | Índia         | 14.65     | 1.71 | 10.59 | 25.02 | 6.19 | 35.29 | 2:11.69 | 5633  |       |
| 5                 | Eri Utsunomiya         | Japão         | 14.24     | 1.65 | 10.78 | 25.33 | 6.00 | 37.21 | 2:11.41 | 5586  |       |
| 6                 | Nadezhda Kirnos        | Cazaquistão   | 14.94     | 1.62 | 10.83 | 25.11 | 5.93 | 36.74 | 2:21.60 | 5305  |       |
| 7                 | Aleksandra Yurkevskaya | Uzbequistão   | 15.12     | 1.77 | 11.27 | 27.41 | –    | –     | –       | DNF   |       |
| 8                 | Liou Ya-Jyun           | Taipé Chinesa | 13.99     | 1.62 | DNS   | –     | –    | –     | –       | DNF   |       |

Legenda
| Recorde mundial       | Recorde mundial (World record)               |                       | Recorde africano                      | Recorde africano (African) |                                           | Q | Classificado por posição (Qualified) |
| Recorde do campeonato | Recorde do campeonato (Championship record)  | Recorde da América    | Recorde da América (Americas)         | q                          | Classificado por melhor tempo (Qualified) |   |                                      |
| Melhor marca do ano   | Melhor marca do ano (World leading)          | Recorde asiático      | Recorde asiático (Asian)              | DNS                        | Não largou (Did not start)                |   |                                      |
| Recorde nacional      | Recorde nacional (National record)           | Recorde europeu       | Recorde europeu (European)            | DNF                        | Não terminou (Did not finish)             |   |                                      |
| Recorde pessoal       | Recorde pessoal do atleta (Personal best)    | Recorde da Oceania    | Recorde da Oceania (Oceania)          | DSQ / DQ                   | Desclassificado (Disqualified)            |   |                                      |
| Recorde da temporada  | Recorde da temporada do atleta (Season best) | Recorde sul-americano | Recorde sul-americano (South America) | NM                         | Sem marca (No mark)                       |   |                                      |